# Diego Antonio Díez Madroñero
Diego Antonio Díez Madroñero (ur. 26 kwietnia 1714 w Talarrubias, zm. 3 lutego 1769) – hiszpański duchowny rzymskokatolicki, w latach 1756-1769 biskup Caracas.

## Życiorys
24 maja 1756 został mianowany biskupem Caracas w wicekrólestwie Nowej Granady. Sakrę biskupią otrzymał 3 października 1756.